# Le Soleil sous la soie
Le Soleil sous la soie est un roman d'Éric Marchal paru en 2011 aux éditions Anne Carrière.

## Résumé
En 1694, dans un duché de Lorraine encore indépendant, mais occupé par les troupes françaises de Louis XIV, Nicolas Déruet, jeune et talentueux chirurgien, parcourt les campagnes à la recherche de patients dans le besoin. Lors d'un accouchement difficile pour lequel son aide est requise, il fait la connaissance de Marianne Pajot, une jeune sage-femme, dont il tombe amoureux.
À Nancy, où il l'a suivie, Nicolas retrouve plusieurs amis dont son mentor, le chirurgien François Delvaux, qui l'embauche volontiers. Cependant, alors qu'il envisage se s'installer pour de bon, le jeune praticien accepte d'opérer un mystérieux patient haut-placé. La mort de celui-ci et l'hostilité ambiante du corps des médecins envers les chirurgiens, encore considérés comme de vulgaires barbiers, le contraint à l'exil.
Il est alors engagé dans les troupes de Léopold, duc de Lorraine en exil, qui combat les Turcs en Hongrie. Il y fait la connaissance de Germain Ribes de Jouan, collègue responsable de l'hôpital militaire des forces lorraines, et d'Azlan, jeune garçon autochtone qui ne le quitte plus. Puis, après bien des aventures, le talentueux chirurgien se lie d'amitié avec Léopold et rentre comme lui en Lorraine au départ des troupes françaises.
Retrouvant du travail à Nancy sous l'auspice du duc, Nicolas, qui n'a eu de cesse de perfectionner sa technique depuis son départ, se retrouve cependant face à une opération des plus délicates, son cœur balançant entre Marianne, dont il ne retrouve d'abord pas la trace, et Rosa, marquise de Cornelli.

## Réception critique
Pour Blaise de Chabalier, sur Le Figaro en septembre 2011, Éric Marchal signe avec ce roman une « formidable fresque historique », fort d'un « souci du détail comparable » à celui d'un auteur comme Ken Follett, mais comportant aussi parfois « les mêmes longueurs ».
Gérard Collard, quant à lui, dans une chronique en octobre 2011, considère que Le Soleil sous la soie, très bien écrit et documenté à ses yeux, est « le meilleur roman historique depuis Les Piliers de la Terre » de Ken Follett.